# یواس‌اس استیدی (ای‌ام-۱۱۸)
یواس‌اس استیدی (ای‌ام-۱۱۸) (به انگلیسی: USS Steady (AM-118)) یک کشتی بود که طول آن ۲۲۱ فوت ۳ اینچ (۶۷٫۴۴ متر) بود. این کشتی در سال ۱۹۴۲ ساخته شد.